# Коалиция добровольцев
Коалиция добровольцев — термин, обозначающий временное международное партнерство, созданное для достижения определенной цели, обычно военного или политического характера.

## Происхождение
Термин был предложен в начале 1970-х годов профессором Массачусетского технологического института Линкольном П. Блумфилдом и его коллегами, включая Харланда Кливленда из Университета Миннесоты. В июле 1971 года Блумфилд в своей статье в газете «Нью-Йорк Таймс» описал необходимость создания коалиции стран, готовых поддержать важные цели по поддержанию мира или стабилизации конфликтов, одобренные ООН. Термин был использован госсекретарем Генри Киссинджером в письме 1973 года Блумфилду, в котором он признал "предложение последнего о «коалициях добровольцев». 9 мая 1988 года Кливленд написал письмо «для протокола» редактору Foreign Affairs, в котором ясно дал понять, что Блумфилд является автором фразы, впервые опубликованной в его книге 1974 года «В поисках американской внешней политики». В 2002 году Блумфилд опубликовал еще одну статью, настаивая на том, что Кливленд разделяет авторство этой фразы.

## Примеры
Термин был использован президентом США Биллом Клинтоном в июне 1994 года в отношении возможных операций против Северной Кореи, в разгар противостояния 1994 года с этой страной.
В своем письме, представляя Стратегию национальной безопасности 2002 года, президент США Джордж Буш-младший подчеркнул важную роль «коалиций добровольцев».
Коалиция добровольцев применялась к возглавляемым США Многонациональным силам в Ираке военному командованию во время вторжения в Ирак в 2003 году и большей части последовавшей за этим войны в Ираке.
Также применялся в ходе австралийской операции INTERFET в Восточном Тиморе с 1999 по 2000 год..
1 марта 2025 года президент Чехии Петр Павел опубликовал в социальной сети пост под названием X, призывая к формированию коалиции, готовой положить конец российскому вторжению в Украину. На следующий день премьер-министр Великобритании Кир Стармер повторил это мнение после международного саммита, 2025 London Summit on Ukraine который состоялся в Лондоне с участием 18 европейских лидеров. Стармер сказал, что Великобритания будет сотрудничать с Францией и другими европейскими странами, чтобы предоставить гарантии безопасности для Украины, имея в виду долгосрочную цель — заключение мирного соглашения с Россией.